# 第9艦隊 (日本海軍)
第九艦隊（日语：／ Daikū Kantai ?）是旧日本海軍的一支舰队编制。该舰队创设于太平洋战争中后期，原定计划用于防守新几内亚。1944年中受到盟军的沉重打击而解散。

## 历史
1943年（昭和18年）10月28日，军令部提请，为了分担第八艦隊新几内亚与所罗门群岛两面作战的压力，并强化与陆军第十八軍的联系，拟设立第九舰队，统辖防守新几内亚岛的舰艇和陆战部队。11月13日，第九舰队正式成立，隶属東南方面艦隊旗下。第九舰队虽有“舰队”之名，但仅有少量驱潜艇，其主要兵力其实是两个海军根据地队。
组成单位之一的第7特设根据地队在连场作战中损耗颇大，1944年（昭和19年）3月与第2特别根据地队合并成为第27特别根据地队。3月14日，日本海军考察当前的战局，认为新几内亚北岸的部队分属两支方面舰队，不利于统一指挥，决定自3月20日起至5月初进行改编，将第九舰队从东南方面舰队转调到西南方面艦隊辖下，并从第四南遣艦隊渐次调拨部队到第九舰队。根据这一方针，舰队司令部从韦瓦克转移至荷兰迪亚，并在当地作停留，准备5月10日左右进一步转移到马诺夸里。但局势的发展超出了日军的计划，4月22日，美军发起鲁莽-困扰行动，从荷兰迪亚进行登陆。5月3日舰队司令部受到毁灭性打击，舰队高层大批战死，指挥机能瘫痪。7月10日舰队编制解散，残存的第27特别根据地队转为西南方面舰队直属，此后一直维持到战争结束。
另外，日军按编制计划，曾准备把第28根据地队（5月1日新编，包括驻守比亞克島的第19警备队、以及第91警备队）和第26特别根据地队（驻所罗门的第18警备队）编入舰队，本因舰队司令部正在转移而延期，临时由第四南遣艦隊管辖；在第九舰队司令部毁灭后取消了改编。同年12月，美军发起比亞克島戰役，是役第28根据地队全军覆没。

## 编制

#### 1941年7月25日，新组建时
- 第2特别根据地队
  - 第26驱潜队
  - 第34驱潜队
  - 第2通信队
  - 第12港务部
- 第7根据地队
  - 附属：第26号驱潜艇、第34号驱潜艇、第35号驱潜艇
  - 第2通信队
  - 第12港务部
- 附属：不知火、白鹰（日语：白鷹 (急設網艦)）、第16号扫海艇、第32号扫海艇、第34号扫海艇、第35号扫海艇
  - 佐世保镇守府第5特別陆战队

#### 1944年4月1日，战时编制制度改定
- 第27特别根据地队
  - 第90警备队
- 附属：白鹰、第26号扫海艇、第34号扫海艇、第35号扫海艇
- 第12鱼雷艇队
  - 第2通信队
  - 第57防空队
  - 第87防空队

#### 1944年7月10日，舰队解散时
- 第27特别根据地队
  - 第90警备队

## 历任司令长官
1. 遠藤喜一海军中将：1943年11月15日 - 1944年5月3日（战死）

## 历任参谋长
1. 緒方真記海军少将：1943年11月15日 - 1944年5月3日（战死）